# Вязовичка
Вязовичка — река в России, протекает в Октябрьском и Вохомском районах Костромской области. Устье реки находится в 25 км по левому берегу реки Вохма. Длина реки составляет 10 км.
Исток реки находится в Октябрьском районе восточнее деревни Забегаево и в 15 км к юго-востоку от посёлка Вохма. Река течёт на запад. На реке находятся деревни Забегаво и Станково. Крупных притоков нет. Вязовичка впадает в Вохму в 8 км к юго-востоку от посёлка Вохма.

## Данные водного реестра
По данным государственного водного реестра России относится к Верхневолжскому бассейновому округу, водохозяйственный участок реки — Ветлуга от истока до города Ветлуга, речной подбассейн реки — Волга от впадения Оки до Куйбышевского водохранилища (без бассейна Суры). Речной бассейн реки — (Верхняя) Волга до Куйбышевского водохранилища (без бассейна Оки).
Код объекта в государственном водном реестре — 08010400112110000041370.